# District de Mansa (Penjab)
Le district de Mansa est un des 22 districts de l'état indien du Pendjab.